# Фељак (Бистрица-Насауд)
Фељак (рум. Feleac) насеље је у Румунији у округу Бистрица-Насауд у општини Нушени. Oпштина се налази на надморској висини од 382 m.

## Становништво
Према подацима из 2002. године у насељу је живело 377 становника.

### Попис2002.
| Расподела становништва по националности 2002.‍ | Расподела становништва по националности 2002.‍ | Расподела становништва по националности 2002.‍ | Расподела становништва по националности 2002.‍ | Расподела становништва по националности 2002.‍ |
| --------------------------------------------- | --------------------------------------------- | --------------------------------------------- | --------------------------------------------- | --------------------------------------------- |
|                                               |                                               |                                               |                                               |                                               |
| Румуни                                        | Румуни                                        |                                               | 367                                           | 97,3%                                         |
| Мађари                                        | Мађари                                        |                                               | 10                                            | 2,7%                                          |